# Мацлов-Гарвиц
Мацлов-Гарвиц (нем. Matzlow-Garwitz) — коммуна в Германии, в земле Мекленбург — Передняя Померания. 
Входил в состав района Пархим. Подчинялся управлению Пархимер Умланд.  Население составляет 672 человека (на 31 декабря 2006 года). Занимает площадь 18,46 км². Официальный код  —  13 0 60 052.
В 2009 году вошёл в Левицранд вместе с деревнями Клинкен и Радун.